# كريستيان غينست
كريستيان غينست هو رياضياتي وأستاذ جامعي كندي، ولد في 11 يناير 1957 في شيكوتيمي في كندا.